# Stjepan Major
Stjepan »Štef« Major (Veliki Zdenci, 30. studenoga 1955. – Karlovac, 9. travnja 1992.), bio je hrvatski nogometaš, poručnik i dozapovjednik 3. bojne 150. brigade HV-a Črnomerec, junak Domovinskoga rata. Po zanimanju je bio električar.
Bio je jednim od pionira maloga nogometa u Hrvatskoj.

## Nogometna karijera
Rođen je 1955. u Velikim Zdencima, kao najmlađi od četvrotice sinova u obitelji Ferde i Alojzije Major. Odrastao je i školovao se u Zagrebu. Zajedno s bratom Ernestom igrao je u juniorskoj momčadi zagrebačkoga Dinama i bio kapetan njegove glasovite momčadi prozvane »Mali Ajax«, koja je osvojila dva prvenstva Jugoslavije ne izgubivši tri godine niti jednu utkamicu.
Igrao je i za malonogometnu ekipu Grahorova, čijim je bio najboljim strijelcem.

## Domovinski rat
Početkom velikosprske agresije na Hrvatsku pridružuje se Hrvatskoj vojsci. Kako je za odsluživanja vojnoga roka u JNA stekao čin poručnika, pridružen je sastavu 150. brigade HV-a, u kojoj je bio zamjenikom zapovjednika 3. bojne.
Ranjen je u Generalskomu Stolu, u eksploziji protutenkovske kumulativne mine M-79. Ubrzo nakon ranjavanja preminuo je u Karlovcu, prigodom prebacivanja u bolnicu na Švarči.

## Spomen
Pokopan je na zagrebačkomu Mirogoju.
U njegovu čast održava se Memorijalni malonogometni turnir „Stjepan Major Štef”.
Po njegovu imenu nosi ime ulica u zagrebačkomu naselju Špansko-Oranice.

## Vanjske poveznice
- HNTV-ova reportaža: Stjepan Major